# Bandipora (district)
Bandipora (ook gespeld als Bandipore) is een district van het Indiase unieterritorium Jammu en Kasjmir. Het ligt ten noorden van de hoofdstad Srinagar. Het district werd gevormd in 2007; voordien vormde dit gebied het noordoostelijk deel van het toenmalige district Baramulla.
De hoofdplaats van het district is Bandipora. De rivieren Jhelum en Neelum lopen door het district. Ten zuidwesten van de stad Bandipora vormt de Jhelum het Wularmeer.
Het dunbevolkte noorden van het district grenst aan Azad Kasjmir, het Pakistaanse deel van Kasjmir. Verder grenst Bandipora aan de districten (van west naar oost:) Kupwara, Baramulla, Ganderbal en Kargil (Ladakh).